# Juab County
Juab County je okres ve státě Utah v USA. K roku 2010 zde žilo 10 246 obyvatel. Správním městem okresu je Nephi. Celková rozloha okresu činí 8 822 km².